# Campeonato Cearense 1979
In 1979 werd het 65ste Campeonato Cearense gespeeld voor clubs uit Braziliaanse staat Ceará. De competitie werd georganiseerd door de FCF en werd gespeeld van 4 maart tot 19 september. Ferroviário werd kampioen. 

## Eerste toernooi
| Plaats | Club                | Wed. | W  | G | V  | Saldo | Ptn. |
| ------ | ------------------- | ---- | -- | - | -- | ----- | ---- |
| 1.     | Fortaleza           | 18   | 13 | 3 | 2  | 30:11 | 29   |
| 2.     | Ferroviário         | 18   | 12 | 4 | 2  | 38:13 | 28   |
| 3.     | Ceará               | 18   | 12 | 4 | 2  | 33:14 | 28   |
| 4.     | Guarani de Juazeiro | 18   | 10 | 1 | 7  | 28:19 | 21   |
| 5.     | Guarany de Sobral   | 18   | 8  | 5 | 5  | 19:19 | 21   |
| 6.     | Tiradentes          | 18   | 6  | 6 | 6  | 26:27 | 18   |
| 7.     | América             | 18   | 4  | 6 | 8  | 13:22 | 14   |
| 8.     | Icasa               | 18   | 3  | 4 | 11 | 19:29 | 10   |
| 9.     | Calouros do Ar      | 18   | 3  | 1 | 14 | 14:35 | 7    |
| 10.    | Quixadá             | 18   | 1  | 2 | 15 | 14:45 | 4    |

|  | Geplaatst voor finaleronde |

## Tweede toernooi
Na negen wedstrijden speelde de top vier nog zes wedstrijden tegen elkaar. 
| Plaats | Club                | Wed. | W  | G | V | Saldo | Ptn. |
| ------ | ------------------- | ---- | -- | - | - | ----- | ---- |
| 1.     | Ferroviário         | 15   | 10 | 5 | 0 | 41:16 | 25   |
| 2.     | Ceará               | 15   | 10 | 4 | 1 | 37:13 | 24   |
| 3.     | Fortaleza           | 15   | 6  | 4 | 5 | 18:20 | 16   |
| 4.     | Guarani de Juazeiro | 15   | 6  | 3 | 6 | 19:23 | 15   |
| 5.     | América             | 9    | 4  | 2 | 3 | 9:8   | 10   |
| 6.     | Tiradentes          | 9    | 3  | 2 | 4 | 7:12  | 8    |
| 7.     | Guarany de Sobral   | 9    | 2  | 2 | 5 | 10:14 | 6    |
| 8.     | Icasa               | 9    | 2  | 0 | 7 | 14:20 | 4    |
| 9.     | Calouros do Ar      | 9    | 1  | 1 | 7 | 4:21  | 3    |
| 10.    | Quixadá             | 9    | 0  | 3 | 6 | 3:15  | 3    |

|  | Geplaatst voor finaleronde |

## Derde toernooi
Na negen wedstrijden speelde de top vier nog zes wedstrijden tegen elkaar. 
| Plaats | Club                | Wed. | W  | G | V | Saldo | Ptn. |
| ------ | ------------------- | ---- | -- | - | - | ----- | ---- |
| 1.     | Ceará               | 15   | 11 | 2 | 2 | 42:10 | 24   |
| 2.     | Ferroviário         | 15   | 11 | 2 | 2 | 27:11 | 24   |
| 3.     | Guarani de Juazeiro | 15   | 5  | 7 | 3 | 13:12 | 17   |
| 4.     | Icasa               | 15   | 4  | 4 | 7 | 16:20 | 12   |
| 5.     | Tiradentes          | 9    | 3  | 4 | 2 | 11:12 | 10   |
| 6.     | Fortaleza           | 9    | 4  | 1 | 4 | 15:7  | 9    |
| 7.     | Quixadá             | 9    | 1  | 5 | 3 | 7:16  | 7    |
| 8.     | América             | 9    | 1  | 3 | 5 | 7:19  | 5    |
| 9.     | Calouros do Ar      | 9    | 0  | 4 | 5 | 7:23  | 4    |
| 10.    | Guarany de Sobral   | 9    | 0  | 2 | 7 | 3:18  | 2    |

|  | Geplaatst voor finaleronde |

## Finaleronde
| Plaats | Club        | Wed. | W | G | V | Saldo | Ptn. |
| ------ | ----------- | ---- | - | - | - | ----- | ---- |
| 1.     | Ferroviário | 6    | 5 | 0 | 1 | 11:3  | 10   |
| 2.     | Fortaleza   | 6    | 2 | 1 | 3 | 3:9   | 5    |
| 3.     | Ceará       | 6    | 1 | 1 | 4 | 4:6   | 3    |

|  | Kampioen |

### Kampioen
| Campeonato Cearense de 1979     |
| Ceará                           |
| ------------------------------- |
| FERROVIÁRIO Kampioen (6° titel) |